# Walenstadt
Walenstadt är en ort och kommun i distriktet Sarganserland i kantonen Sankt Gallen, Schweiz. Kommunen har 5 852 invånare (2023).
Kommunen består av orten Walenstadt och byarna Walenstadtberg, Tscherlach och Berschis.
Orten Walenstadt ligger i östra änden av sjön Walensee.
| Ort            | Invånare 31 dec 2018 |
| -------------- | -------------------- |
| Berschis       | 667                  |
| Tscherlach     | 371                  |
| Walenstadt     | 4 357                |
| Walenstadtberg | 229                  |